# Triphleba collini
Triphleba collini är en tvåvingeart som beskrevs av Schmitz 1955. Triphleba collini ingår i släktet Triphleba och familjen puckelflugor. Inga underarter finns listade i Catalogue of Life.